# Numerische Integration

Die numerische Integration sucht eine möglichst einfache Näherung für die Fläche

In der numerischen Mathematik bezeichnet man als numerische Integration (traditionell auch als numerische Quadratur bezeichnet) die näherungsweise Berechnung von Integralen.
Die numerische Integration wird genutzt, wenn sich eine Stammfunktion nicht durch elementare Funktionen ausdrücken lässt, die numerische Auswertung der Stammfunktion zu komplex ist oder
der Integrand nur diskret, etwa als Ergebnis von Messungen, vorliegt. Dazu wird das Integral einer Funktion {\displaystyle f} über dem Intervall {\displaystyle [a,b]} dargestellt als Summe aus dem Wert {\displaystyle Q(f)} einer Näherungsformel {\displaystyle Q} (auch Quadraturformel genannt) und einem Fehlerwert {\displaystyle E(f)}:
{\displaystyle \int _{a}^{b}f(x)\,dx=Q(f)+E(f)}.
Die Idee zur numerischen Berechnung von Integralen entlehnt sich direkt der Definition des Riemannschen Integrals.

## Quadraturverfahren

### Grafische Verfahren
Bei grafischen Verfahren wird der Graph des Integranden in ein Koordinatensystem mit linearen Achsen eingezeichnet und die Fläche zwischen Graph und Abszisse ermittelt.

#### Zählverfahren
Ein besonders einfaches Verfahren besteht darin, den Graphen auf Millimeterpapier aufzuzeichnen und dann die Anzahl der von der Fläche S erfassten "Quadratmillimeterkästchen" (Flächenelemente) zu ermitteln. Hierbei werden Flächenelemente, durch die der Graphen durchgeht, nur halb gezählt.  Die Näherung ergibt sich dann mit der Anzahl der Quadratmillimeter {\displaystyle N} und den Skalenteilen {\displaystyle \Delta x} und {\displaystyle \Delta y} zu:
{\displaystyle \int _{a}^{b}f(x)\,dx\approx N\mathrm {mm} ^{2}\cdot {\tfrac {\Delta x}{\mathrm {mm} }}\cdot {\tfrac {\Delta y}{\mathrm {mm} }}}

#### Messung
Ein weiteres grafisches Verfahren ist die Messung der Fläche mittels Planimeter. 
Die Funktionskurve kann auch auf ein Flächenmaterial mit bekannter, gleichmäßiger Dichte und Stärke gezeichnet und die Fläche unter dieser Kurve ausgeschnitten werden. Ist das spezifische Gewicht des Materials bei gegebener Stärke bekannt kann das Integral über die Gewichtsmessung der ausgeschnittenen Fläche bestimmt werden.

### Berechnung mittels Quadraturformel

Stützstellen im Intervall

Eine Quadraturformel besteht dabei im Allgemeinen aus einer gewichteten Summe von Funktionswerten
{\displaystyle Q(f)=(x_{o}-x_{n})\sum _{i=0}^{n}w_{i}f(x_{i}).}
Die Stellen {\displaystyle x_{0},\ldots ,x_{n}} heißen Stützstellen und die Zahlen {\displaystyle w_{0},\ldots ,w_{n}} Gewichte. Die Gewichte sind hierbei von den Abständen einer Stützstelle zu den benachbarten Stützstellen abhängig. Es existieren verschiedene Ansätze, wie Stützstellen und Gewichte so gewählt werden können, dass der Quadraturfehler {\displaystyle E(f)} möglichst klein wird.
Eine Quadraturformel hat den Genauigkeitsgrad (oder auch Exaktheitsgrad) {\displaystyle n}, wenn sie alle Polynomfunktionen bis zum Höchstgrad {\displaystyle n} exakt integriert, und {\displaystyle n} die größtmögliche natürliche Zahl mit dieser Eigenschaft ist.
Ebenso wie das Integral sind Quadraturformeln lineare Operatoren.

## Interpolatorische Quadraturformel
Eine wichtige Klasse von Quadraturformeln ergibt sich durch die Idee, die Funktion {\displaystyle f(x)} durch ein Interpolationspolynom {\displaystyle p_{n}(x)} vom Grad {\displaystyle n} zu approximieren und dieses dann zu integrieren. Die Gewichte ergeben sich dann als die Integrale der Lagrange-Polynome zu den gegebenen Stützstellen. Nach Konstruktion haben diese Quadraturformeln mindestens den Genauigkeitsgrad {\displaystyle n}. Die Quadraturformel lautet also
{\displaystyle \int _{a}^{b}f(x)\,dx\approx \int _{a}^{b}p_{n}(x)\,dx=(b-a)\sum _{i=0}^{n}w_{i}f(x_{i})}
mit den Gewichten
{\displaystyle w_{i}={\frac {1}{b-a}}\int _{a}^{b}L_{i,n}(x)\,dx}
und den Lagrange-Polynomen
{\displaystyle L_{i,n}(x)={\frac {(x-x_{0})\dotsm (x-x_{i-1})(x-x_{i+1})\cdots (x-x_{n})}{(x_{i}-x_{0})\dotsm (x_{i}-x_{i-1})(x_{i}-x_{i+1})\dotsm (x_{i}-x_{n})}}=\prod _{j=0 \atop j\neq i}^{n}{\frac {x-x_{j}}{x_{i}-x_{j}}}}
Falls die Integrationsgrenzen Stützstellen sind, spricht man von abgeschlossenen Quadraturformeln, sonst von offenen.
Werden die Stützstellen äquidistant gewählt, so ergeben sich unter anderen die Newton-Cotes-Formeln. Zu den abgeschlossenen Newton-Cotes-Formeln gehören die Sehnentrapezregel und die Simpsonregel, zu den offenen gehört die Tangententrapezregel. Die Newton-Cotes-Formeln für gerades {\displaystyle n} haben sogar den Genauigkeitsgrad {\displaystyle n+1}. Zu den offenen Quadraturformeln gehören auch die Gauß-Quadraturformeln.

### Fehlerabschätzung
Mit {\displaystyle [c,d]} sei das kleinste Intervall bezeichnet, das die Stützstellen {\displaystyle x_{i}} und das Intervall {\displaystyle [a,b]} enthält. Ferner sei {\displaystyle f} {\displaystyle (n+1)}-mal stetig differenzierbar auf {\displaystyle [c,d]}. Gemäß der Interpolationsgüte des Interpolationspolynoms gibt es ein {\displaystyle \xi (x)\in [c,d]}, so dass gilt:
{\displaystyle f(x)-p_{n}(x)={\frac {f^{(n+1)}(\xi (x))}{(n+1)!}}\prod _{i=0}^{n}(x-x_{i}).}
Durch Integration erhält man die Fehlerformel für die numerische Quadratur
{\displaystyle E(f)=\int _{a}^{b}f(x)\,dx-\int _{a}^{b}p_{n}(x)\,dx={\frac {1}{(n+1)!}}\int _{a}^{b}f^{(n+1)}(\xi (x))\prod _{i=0}^{n}(x-x_{i})\,dx}.
Falls {\displaystyle f^{(n+1)}(x)=0} für alle {\displaystyle x\in [c,d]} gilt, ist der Quadraturfehler gleich 0. Da das für alle Polynome bis zum Grad {\displaystyle n} der Fall ist, ist der Genauigkeitsgrad dieser Quadraturformeln mindestens {\displaystyle n}.
Aus dieser Fehlerformel folgt die Fehlerabschätzung
{\displaystyle |E(f)|\leq {\frac {1}{(n+1)!}}\ \max _{c\leq x\leq d}{\left|f^{(n+1)}(x)\right|}\int _{a}^{b}\left|\prod _{i=0}^{n}(x-x_{i})\right|\,dx}.
Falls die Funktion {\displaystyle \prod _{i=0}^{n}(x-x_{i})} im Intervall {\displaystyle [a,b]} ihr Vorzeichen nicht wechselt, d. h. wenn keine Stützstelle im Intervall {\displaystyle (a,b)} liegt, kann man mit Hilfe des Mittelwertsatzes der Integralrechnung folgende Darstellung für das Restglied herleiten:
{\displaystyle E(f)={\frac {f^{(n+1)}(\zeta )}{(n+1)!}}\int _{a}^{b}\prod _{i=0}^{n}(x-x_{i})\,dx}.
mit einer Zwischenstelle {\displaystyle \zeta \in [c,d]}.
Ähnliche Formeln für den Quadraturfehler erhält man auch bei speziellen Verteilungen der Stützstellen im Intervall {\displaystyle [a,b]}, etwa für die Newton-Cotes-Formeln oder die Gauß-Quadraturformeln.
Ist die Funktion {\displaystyle f} nur stetig, so gelten obige Aussagen nicht, der Fehler kann sehr groß werden.

## Weitere Quadraturformeln
Der Versuch, die Fehlerordnung der Quadraturformel zu minimieren, führt auf die Gauß-Quadratur. Diese nutzen die Theorie orthogonaler Polynome, um Formeln zu erhalten, die den Genauigkeitsgrad {\displaystyle 2n-1} haben, wobei {\displaystyle n} die Anzahl der genutzten Funktionsauswertungen ist.
Um die Anzahl der Funktionsauswertungen zu minimieren, bei gleichzeitiger Möglichkeit den Fehler zu kontrollieren, verwendet man oft das Rombergsche Extrapolationsverfahren. Hierbei werden die Integralwerte von immer kleiner werdenden 'Streifen' zu einer verschwindenden Streifenbreite hin extrapoliert.

## Summierte Quadraturformeln
Um das Integral noch besser anzunähern, unterteilt man das Intervall {\displaystyle [a,b]} in mehrere Teilintervalle, die nicht die gleiche Länge haben müssen. Mit einer der obigen Quadraturformeln berechnet man dann das Integral näherungsweise in jedem Teilintervall und addiert die Ergebnisse. Von besonderem Interesse sind hier adaptive Formeln, die ein Intervall weiter unterteilen, wenn in diesem Intervall der geschätzte Fehler oberhalb einer gegebenen Schranke liegt.

## Monte-Carlo-Integration
Ein Verfahren, das nicht versucht, eine Näherungsformel für die zu integrierende Funktion heranzuziehen, ist die Monte-Carlo-Integration. Anschaulich gesagt wird hierbei das Integral dadurch bestimmt, dass {\displaystyle n} zufällige Punkte {\displaystyle x_{1},\dots ,x_{n}} gleichverteilt im Integrationsintervall {\displaystyle [a,b]} (horizontal) erzeugt werden. Dann ergibt sich eine Näherung des Integrals als Durchschnitt der Funktionswerte dieser Stellen
{\displaystyle S_{n}(f)={\frac {b-a}{n}}\sum _{i=1}^{n}f(x_{i}).}
Der Vorteil ist die vergleichsweise einfache Implementierung sowie die relativ einfache Erweiterbarkeit auf Vielfachintegrale. Hier sind klassische Integrationsalgorithmen stark vom Fluch der Dimensionalität betroffen und für hochdimensionale Probleme nicht mehr anwendbar.
Allerdings sind speziell hochdimensionale Integranden meist stark lokalisiert.
In diesen Fällen erlauben insbesondere MCMC-Verfahren die Erzeugung von Stichproben mit einer Verteilung die eine effiziente Berechnung solcher hochdimensionaler Integrale erlaubt.